# Модест (Стрільбицький)
Архієпи́скоп Моде́ст (світське ім'я Дани́ло Костянти́нович Стрільбицький, 17 (29) грудня 1823, Зиновинці, Літинського повіту, сучасна назва — Шевченка. — на «Пасху» 13 (26) квітня 1902, Житомир) — єпископ Російської православної церкви, духовний письменник, магістр Київської духовної академії, архієпископ Волинський та Житомирський. Священноархімандрит Свято-Успенської Почаївської лаври.

## Біографія

### Походження
Походив з давнього шляхетського роду Стрільбицьких, який відомий з часів Галицько-Волинської держави (королівства Русі).
Батько та дід Данила Стрільбицького були українськими священиками в Свято-Троїцькому храмі села Зиновінці. Дід — Микола Шайдевич, був священиком Зиновінців 35 років, з 1796 р, по 1822 рік та з 1835 р., по 1844 р. Батько — Костянтин Стрільбицький, служив в Зиновінцях з перервою 22 роки, спочатку як греко-католик з 1822 року по 1835 рік та з 1844 по 1853 роки, як православний священик ПРЦ. У 1853 році прийняв монаший чин під іменем Карпо і залишок життя провів в Свято-Успенській Почаївській лаврі.
В 1828 році в п'ятирічному віці під ранок на «Новий Рік» Данило отримав параліч, від чого втратив здатність розмовляти, рухати руками та ногами. Після того, як були використані всі медикаментозні можливості, що не принесли полегшення хворому, батько поклав сина перед образом Богоматері у вівтарі храму та проголосив молитву: «Матір Божа, зціли сина мого, якщо він поправиться, то віддам його Тобі на службу». Потім губкою, котрою обтирається Чаша для Святих дарів, обтер лик Богоматері, а після цього — лице та голову свого сина. Батьківська молитва до Владичиці милосердної  подіяла та сталося чудо — ввечері того ж дня став абсолютно зціленим, першими його словами після одужання були: «Тату, мамо, дайте пити».

### 1823—1856
З 1841 по 1848 рік навчався в Кам'янець-Подільській духовній семінарії.
17 грудня 1848 р. постригся в монахи з ім'ям Модест в Кам'янець-Подільському Свято-Троїцькому монастирі.
30 січня 1849 року рукоположений в ієродиякона, а 2 лютого в ієромонаха.
Був вчителем півчих архієрейського та семінарського хорів, та проповідником в тюремному замку Кам'янця-Подільського.
З 1849 по 1853 рік навчався в Київській духовній академії, закінчив повний курс наук та був зарахований до першого розряду вихованців академії.
24 травня 1854 року розподілений Священним синодом спостерігачем до Слуцького духовного училища та 24 липня зарахований до числа братії Слуцького Свято-Троїцького монастира. В квітні 1855 року назначений вчителем Слуцького духовного училища.

### 1856—1889
25 грудня 1856 року возведений в сан ігумена, призначається членом Слуцького Свято-Троїцького монастиря та наглядачем за церквою та монахами. 31 березня 1859 року Священний синод присвоює ступінь магістра. 15 листопада 1858 року призначається ректором та викладачем до Києво-Подільського духовного училища. 14 грудня 1860 року призначений інспектором та професором до Мінської духовної семінарії.
3 квітня 1862 р. возведений в сан архімандрита.
В 1863 році за клопотанням митрополита Литовського Іосифа (Семашко) призначається Священним Синодом на посаду інспектора та професора Литовської духовної семінарії. У 1863—1865 роках — бібліотекар Литовської семінарії. В 1865—1866 роках був дійсним членом Свято-Духівського братства.
12 жовтня 1866 року переведений інспектором та професором до Чернігівської духовної семінарії. 11 вересня 1868 року архімандрит Модест призначений ректором Іркутської духовної семінарії. 25 грудня 1875 року був вибраний дійсним членом Церковно-археологічного товариства при Київській духовній академії. (з 1877 р. — почесний член)
10 квітня 1877 року висвячений в Свято-Троїцькій Олександро-Невській Лаврі в єпископа Єкатеринбургського та вікарія Пермського.
9 грудня 1878 року єпископу Модесту був призначений вікарієм Холмсько-Варшавської єпархії.
З 27 липня по 27 серпня 1880 р. тимчасово керував Варшавською єпархією (за відсутності архієпископа Леонтія (Лебединського).
7 червня 1885 р. імператорським указом затверджений єпископом Нижньогородським та Арзамаським.
В 1886 році вибраний почесним членом «Православного Палестинского товариства».
4 жовтня 1889 р. вибирається почесним членом Нижньогородського товариства допомоги бідним.

### Останні роки життя
З 25 листопада 1889 р. — єпископ Волинський та Житомирський, намісник Свято-Успенської Почаївської Лаври.
В 1892 році вибирається почесним членом Волинського управління Червоного Хреста.
15 травня 1892 року в отримав сан архієпископа.
Помер 13 квітня 1902 року. Похований в кафедральному соборі Житомира.

## Твори
- «Про Слуцьких князів».
- «Григорій Палама, митрополит Солунський, поборник православного вчення про фаворське світло та про дії Божі». Київ, 1860.
- «Коротких сказань про життя та подвиги преподобних отців дальніх печер Києво-Печерської Лаври». Київ, 1885.
- «Київ — про найдревнішому існуванні православ'я».
- «Про руську народність в Галіції».
- «Про Седлецьку місцевість».
- «Про православ'я в Люблінській губернії».
- «Про Привіслінський край».
- «Про церковний Октоїх». Київ, 1885, вид. 3.
- «Про проповідництво св. Інокентія, 1-го Іркутського єпископа і чудотворця, разом з повчаннями і словами, відомих з ім'ям св. Інокентія». Іркутськ, 1873.
- «Життя св. Інокентія, першого Іркутського єпископа і чудотворця», Сибір, 1879, вид. 2-е.
- «Слова, заклики, повчання та проповіді». Одеса, 1893.
- «Біографія в формі щоденника». «Волин. Єп. Від.» 1899—1902.
- «Про Церковну історію Мінської єпархії». 1860—1863.
- «Про Церковну історію Литовської єпархії». 1863—1866.
- «Про Церковну історію Чернігівської єпархії». 1866—1867.
- «Про Церковну історію Іркутської єпархії». 1868—1877.
- «Іркутські Єпархіальні Відомості». 1871—1878.
- «Про Церковну історію Єкатеринбурзької губернії». 1877—1878.
- «Про Церковну історію Пермської губернії». 1877—1878.
- «Про Церковну історію Люблінської губернії». 1878—1885.
- «Про Церковну історію Холмсько-Варшавської губернії». 1878—1885.
- «Про Холмську єпархію». 1878—1885.
- «Про Церковну історію Нижньогородської губернії». 1885—1889.
- «Про Церковну історію Волинської губернії». 1889—1892.
- «Слово, сказане після здійснення літургії в кафедральному соборі 8 червня 1889 року в день 50-літнього ювілею з'єднання уніатів з Православною Церквою». "Приб. к «ЦВ» 1889, № 26, с. 743.
- «Слово, сказане 25 грудня 1889 року в перше служіння в кафедральному соборі при вступі на Волинську кафедру». "Приб. к «ЦВ» 1890, № 5, с. 135.